# Sherdil
Sherdil är en svensk film från 1999 i regi av Gita Mallik. Filmen är Gita Malliks debut som regissör. Filmen hade premiär den 22 oktober 1999.

## Handling
Sanna är en 14-årig tjej som inget hellre önskar än att få en egen häst. Av en ren slump hamnar hon en dag i ett stall där det står tre arabhästar i karantän i väntan på att slaktas. Utan att tveka räddar hon arabhingsten Sherdil och springer iväg med honom. Hon hittar ett övergivet torp i skogen där de gömmer sig.
Snart letar inte bara föräldrar och kamrater efter dem utan även militär och polis.

## Rollista
- Rebecka Liljeberg – Sanna
- Hanna Alström – Veronika, Sannas bästis
- Anna von Rosen – Sannas mamma
- Ola Wahlström – Sannas pappa
- Marika Lagercrantz – Norén, matteläraren
- Fredrik Dolk – adjutant Persson
- Tord Peterson – stallchefen
- Jonte Halldén – Oscar
- Björn Granath – arméchefen
- Sebastian Hulthén – Martin, Sannas förälskelse
- Agnieszka Kosón – Renata
- Moa Gammel – Erika
- Maria Johansson – Anna
- Robbie Baines – Frank
- Alex Jikander – Mange
- Barbro "Babben" Larsson – dam i bil
- Clas-Göran Turesson – Motwall, närpolischefen
- Pierre Boutros – Krister, journalist
- Michael Mansson – veterinär i slakteriet
- Rune Berglöf – veterinär i grustaget
- Åke Ottosson – pressfotografen
- Suzanne Reuter – ridlärarinnan

Hästen i filmen spelas av arabhingsten Expert Ox som var uppfödd av Salex Arabstuteri och ägdes av Rebecka Östh.

## Musik i filmen (urval)
- In My Mind, musik av Robin Söderman och David Westerlund, mer kända som Antiloop
- Like a Fish Out of Sea, musik Johan Stentorp, text Johan Stentorp och Pär Davidsson
- Funky Kinda Groove, text och musik George Clemons m fl, framförs av George Clemons[2]